# Pierre Colombel
Pour les articles homonymes, voir Colombel.
Pierre Colombel, aussi orthographié Collombel, né le 5 septembre 1755 à Argueil dans la province de la Normandie et mort le 24 janvier 1841 à Paris, est un homme politique de la Révolution française.

## Biographie
Pierre Colombel est maire de Pont-à-Mousson lorsqu'il est élu premier suppléant du département de la Meurthe en septembre 1792 à la Convention nationale. Le 22 juillet 1793, il remplace Jean-Baptiste Salle, député girondin décrété d'arrestation à l'issue du 2 juin et déclaré traître à la patrie après avoir fui la capitale et poussé les départements à la rébellion. Il est envoyé en mission auprès de l'armée du Nord avec ses collègues Bentabole et Châsles en août 1793. Il siège au Comité de Sûreté générale entre le 15 fructidor an II et le 15 frimaire an III (entre le 1er septembre et le 5 décembre 1794). Il est de nouveau envoyé en mission durant l'an III, dans les départements de la Haute-Garonne, du Gers et du Tarn, en remplacement de son collègue Mallarmé. 
Choisi comme ex-député pour entrer au Conseil des Cinq-Cents, il est élu en 1798 au Conseil des Anciens. Candidat au Directoire lors du remplacement de Nicolas-Louis François de Neufchâteau, il est battu par Jean-Baptiste Treilhard.
Pierre Colombel proteste contre le transfert des Conseils à Saint-Cloud et est exclu de la représentation nationale au lendemain du 18 brumaire an VII (9 novembre 1799). Revenu à la vie privée, il est à nouveau inquiété en 1813 et éloigné de Paris pour avoir "propagé des nouvelles dans un mauvais esprit".